# Trirhabda virgata
Trirhabda virgata ist ein Käfer aus der Familie der Blattkäfer. Die Art hat keinen deutschen Trivialnamen, im Französischen wird er Chrysomèle rayée de la verge d’or (mögliche Übersetzung: „Goldgebänderter Blattkäfer“) im Englischen skeletonizing leaf beetle („skelettierender Blattkäfer“) genannt. Er ist in Nordamerika weit verbreitet. Er ernährt sich von den Blättern verschiedener Pflanzen und erreicht eine Länge von 6 bis 12 mm.

## Merkmale
Die Fühler erreichen 3/4 der Körperlänge, sie bestehen aus elf Fühlergliedern. Das zweite ist leicht verkürzt, während das vierte etwas länger ist. Der Kopf ist leicht konisch, nur leicht breiter als lang und verziert mit drei schwarzen Flecken auf der Oberseite. Die Mundwerkzeuge sind dunkel gefärbt, die Augen schwarz, von mittlerer Größe und leicht hervorspringend. Das Pronotum ist größer als der Kopf, und in der Mitte eingedrückt, es wird von drei dicken schwarzen Punkten geschmückt.
Geschlossen nehmen die Deckflügel die Form eines Spitzbogens an, wobei die Außenlinien konvex sind. Sie sind mit drei schwarzen Längsbändern gezeichnet, die sich nicht am Körperende vereinigen, was ein spezielles Merkmal der Art ist. Die Füße sind gelbbraun und mit dünnen längsverlaufenden Streifen gezeichnet.

## Lebensweise
Die Larve lebt unterirdisch und ernährt sich von Wurzeln, manchmal auch von Blättern. Das adulte Tier lebt von Blättern und Stielen von Pflanzen sowie von Blüten und Pollen.

## Ähnliche Arten
Die Gattung Trirhabda umfasst 26 Arten. Trirhabda virgata wird mit einigen anderen Arten der Gattung leicht verwechselt. Dazu gehören:
- Trirhabda adela, eine Art, die im Süden von Québec verbreitet, jedoch seltener ist
- Trirhabda borealis, mit schmalerer Bänderung
- Trirhabda canadensis, mit einer Bänderung, die am Körperende zusammenläuft

## Galerie

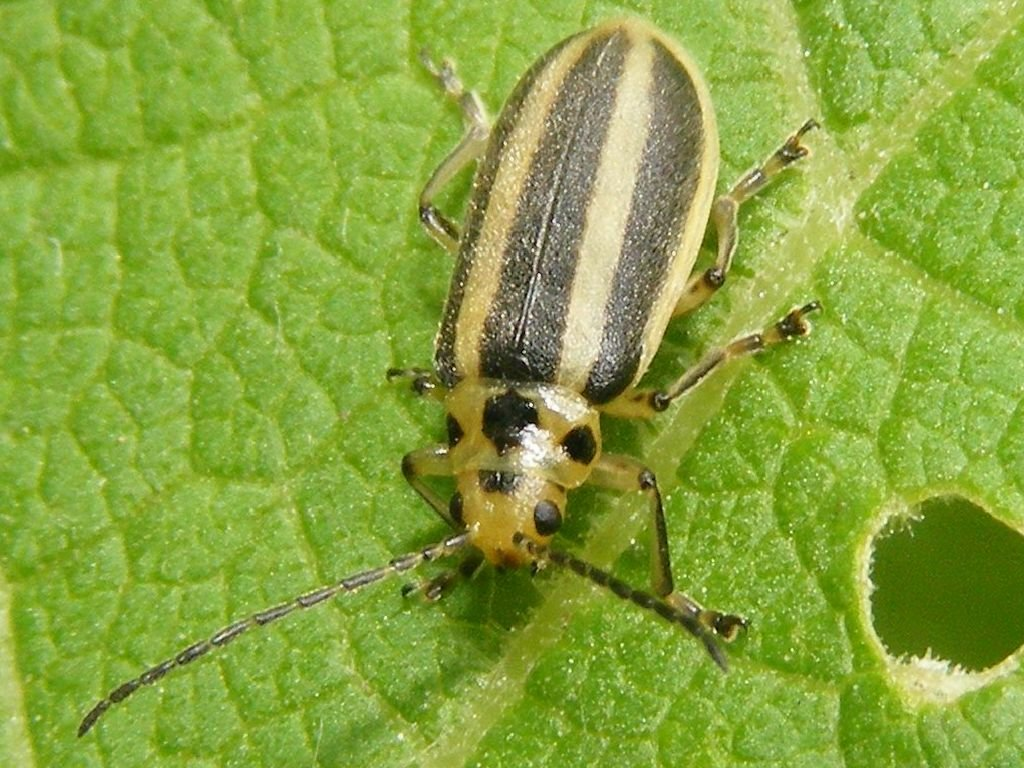
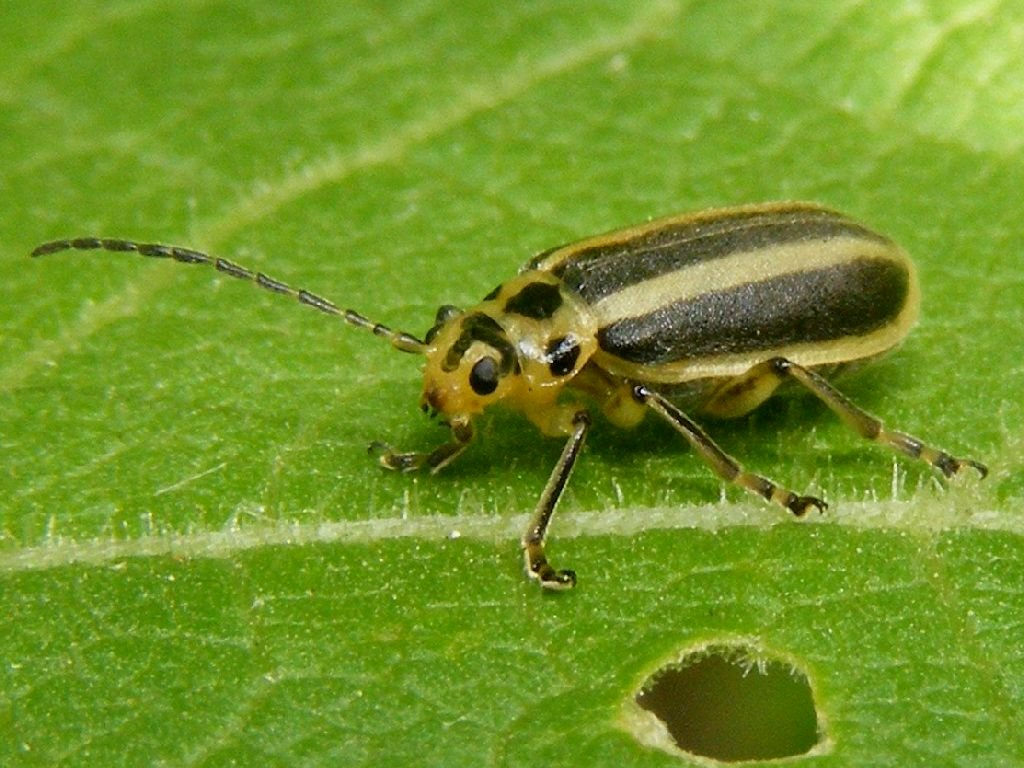
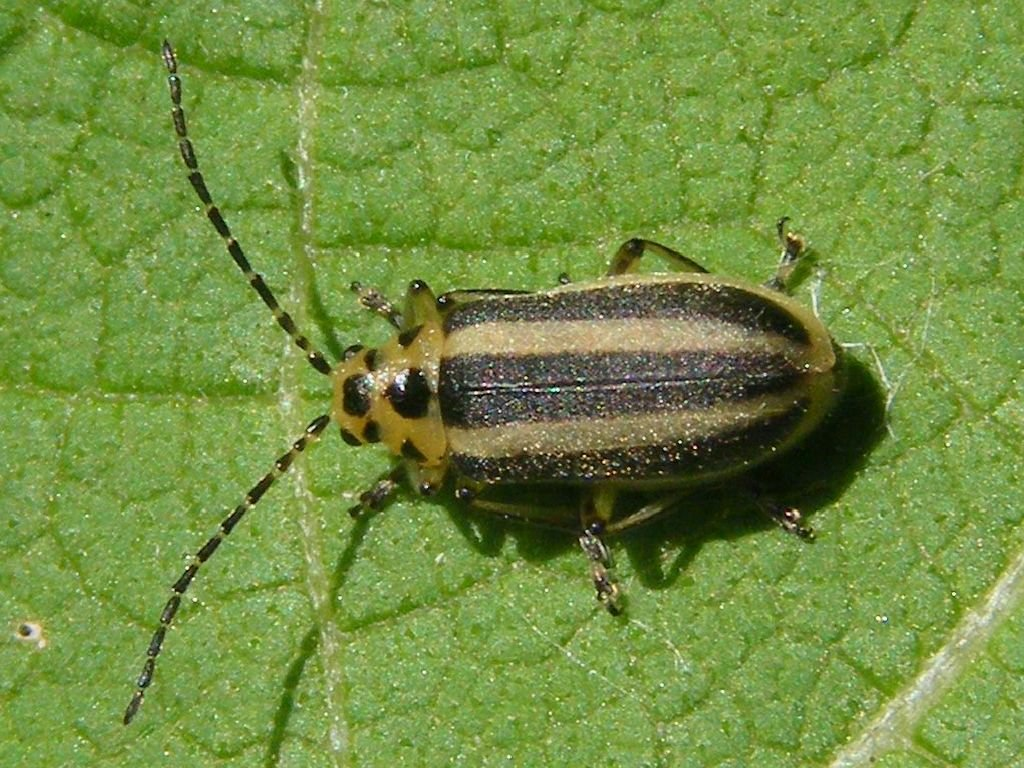

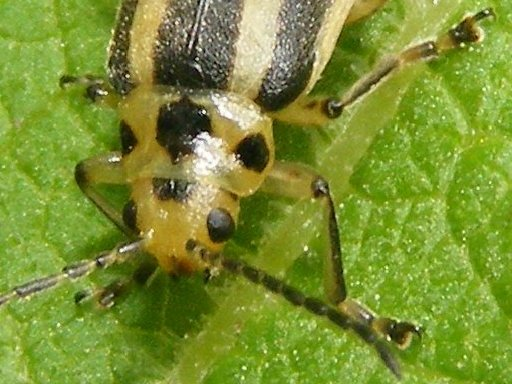
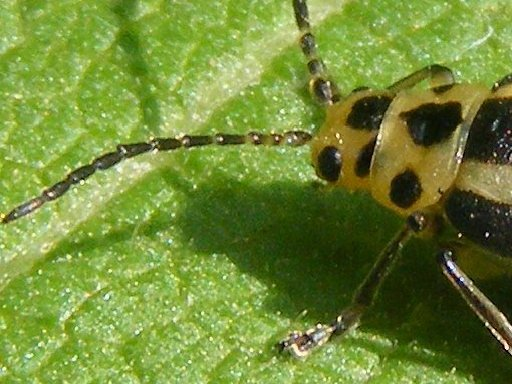
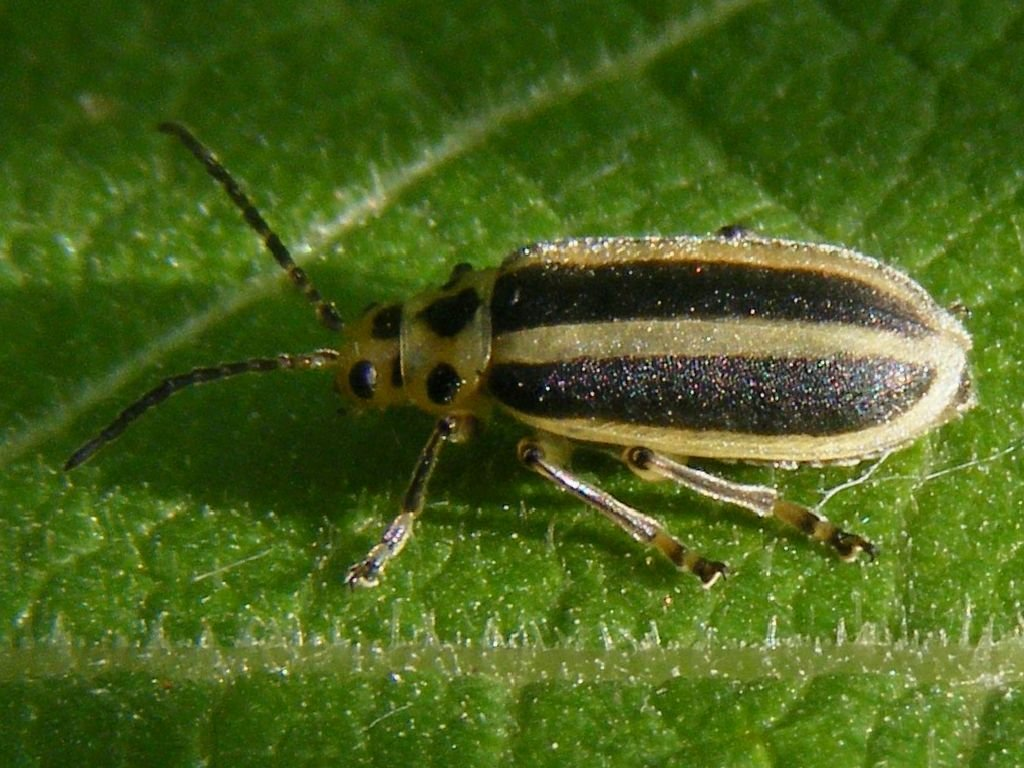